# Joop Walvis
Jonas (Joop) Walvis (Rotterdam, 25 augustus 1905 – Emmeloord, 1 augustus 1996) was een Nederlands organist en pianist.
Hij was zoon van Sientjes de Leeuwe en pianist en kapelmeester Levie Walvis. Zuster Duifje Walvis werd onder artiestennaam Rita Dalvano violiste, zus Pauline Walvis speelde ook enige tijd viool, maar de traumatische ervaringen tijdens de concentratiekampen tijdens de Tweede Wereldoorlog brachten haar loopbaan vroegtijdig tot een eind. Tussen 1934 en 1951 (echtscheiding) was Walvis getrouwd met Ida Louisa Johanna Wolffers.
Hij kreeg zijn opleiding van zijn vader en Anton Blazer. Vader speelde piano of was orkestleider orgel in theaters en bioscopen. Uit advertenties van het Passage Theater in Schiedam blijkt dat hij in 1946 zijn 25-jarige jubileum als musicus kende. Op 16 maart 1946 trad een hele rij collegae voor hem op, waaronder Lou Bandy, zijn zuster, De Spelbrekers, imitator Jan Oradi en de Wama's. Voordat hij daar ging optreden had hij al muziek uitgevoerd in het Grand Theater in Rotterdam; hij pendelde als het ware heen en weer. In 1949 vierde hij zijn 25-jarig jubileum als organist van Abraham Tuschinski theater in Rotterdam. In 1954 zou hij afscheid nemen van Nederland; hij wilde zijn geluk in België beproeven. Na verloop van tijd kwam hij weer terug en speelde onder andere voor het Russisch Staatscircus, de clown Oleg Popov, Hagenbeek en Circus Sarrasani. Ook gaf hij les aan een muziekschool te Rotterdam.
Walvis was vooral te horen op de Wurlitzer en het hammondorgel. Het spel van Walvis is bewaard gebleven via een zevental langspeelpaten. Zijn Wereld favorieten en Metro Music verkochten dermate goed, dat hij een gouden plaat in ontvangst mocht nemen van Chris Dankers van Dankers B.V.
- Bibliothèque nationale de France: cb16693250q (data)
- Virtual International Authority File: 304031266